# Уона Уан
„Уона Уан“ (на корейски: 워너원) е бивша южнокорейска момчешка група, сформирана от „CJ E&M Music“ през 2017 г. чрез предаването Produce 101 (втори сезон).
Състои се от 11 членове: Юн Джисунг, Ха Сънгуун, Хуанг Минхюн, Онг Сонгу, Ким Джехуан, Канг Даниел, Пак Джихун, Пак Ууджин, Бе Джинйонг, Ли Дехуи и Лай Куанлин. Групата дебютира на 7 август 2017 г. с песента „Energetic“, главен трак на албума 1X1=1 (To Be One). Договорът на групата изтича на 31 декември 2018 г., а последният ѝ концерт се състои на 24 – 27 януари 2019 г.

## История

### Преди дебют: Produce 101
Уона Уан е сформирана чрез предаването Produce 101 (втори сезон), което се излъчва от 7 април до 16 юни 2017 г. по програмата Mnet. От първоначалните 101 „трейнита“, част от множество компании, единайсетте финалисти са избрани благодарение на вота на публиката и обявени на живо.
Някои от членовете на групата се изявяват в публичното пространство още преди появата си в предаването. Пак Джихун е актьор от ранна възраст – участва в сериалите „Kimchi Cheese Smile“ и „The King & I“. Включва се и в риалити сериали, от които са част и групите Биг Бенг и SS501. През 2012 г. Хуанг Минхюн прави музикалния си дебют като член на групата NU'EST. Ким Джехуан се появява във втория сезон на „Korea's Got Talent“ („Корея търси талант“), но е елиминиран по време на полуфинала. През 2014 г. Ха Сънгуун дебютира като член на групата Hotshot.

### 2017: Дебют с 1X1=1 (To Be One) и 1 – 1=0 (Nothing Without You)
Уона Уан сключва договор с „YMC Entertainment“ (компанията, с която е подписала печелившата група от първи сезон, I.O.I). За разлика от I.O.I членовете на Уона Уан са свободни да участват в проекти извън компанията.
Групата участва във финалния концерт, отбелязващ края на Produce 101, на 1 юли 2017 г. в Олимпийската зала в Сеул. Уона Уан дебютира по време на Wanna One Premier Show-Con в Gocheok Sky Dome на 7 август 2017 г. Първият мини албум на групата, 1×1=1 (To Be One), излиза на 8 август 2017 г. с главния трак „Energetic“, композиран от Хюи (Pentagon) и FlowBlow и написан от Хюи и Усок (Pentagon). Публикувани са музикалните клипове на песните Energetic и Burn It Up.
На 13 ноември Уона Уан издава преиздадения албум 1 – 1=0 (Nothing Without You) с главния трак „Beautiful“. Благодарение на комбинацията от продажби на дебютния и на преиздадения албум, Уона Уан се превръща в третата корейска група, успяла да продаде 1 милион копия от дебютен албум, след успеха на Со Тайджи и момчета през 1992 г.

## Членове
| Име          | Име               | Рождена дата         | Позиция в групата                                       | Лейбъл                        | Място във финала | Настояща професия  |
| Български    | Хангъл            | Рождена дата         | Позиция в групата                                       | Лейбъл                        | Място във финала | Настояща професия  |
| ------------ | ----------------- | -------------------- | ------------------------------------------------------- | ----------------------------- | ---------------- | ------------------ |
| Юн Джисунг   | 윤지성            | 8 март 1991 г.       | Лидер, суб-вокалист                                     | MMO Entertainment             | 8                | Соло певец         |
| Ха Сънгуун   | 하성운            | 22 март 1994 г.      | Главен вокалист                                         | Star Crew Entertainment       | 11               | Член на Hotshot    |
| Хуанг Минхюн | 황민현            | 9 август 1995 г.     | Водещ вокалист, лице на групата                         | Pledis Entertainment          | 9                | Член на NU'EST     |
| Онг Сонгу    | 옹성우            | 25 август 1995 г.    | Водещ вокалист, главен танцьор, лице на групата         | Fantagio                      | 5                | Соло певец         |
| Ким Джехуан  | 김재환            | 27 май 1996 г.       | Главен вокалист                                         | CJ E&M Entertainment          | 4                | Соло певец         |
| Канг Даниел  | 강다니엘          | 10 декември 1996 г.  | Център, главен танцьор, водещ рапър, суб-вокалист       | MMO Entertainment             | 1                | Соло певец         |
| Пак Джихун   | 박지훈            | 29 май 1999 г.       | Суб-рапър, суб-вокалист, водещ танцьор, лице на групата | Maroo Entertainment           | 2                | Актьор             |
| Пак Ууджин   | 박우진            | 2 ноември 1999 г.    | Главен рапър, главен танцьор                            | Brand New Music Entertainment | 6                | Член на AB6IX      |
| Бе Джинйонг  | 배진영            | 10 май 2000 г.       | Суб-вокалист                                            | C9 Entertainment              | 10               | Соло певец         |
| Ли Дехуи     | 이대휘            | 29 януари 2001 г.    | Водещ вокалист                                          | Brand New Music Entertainment | 3                | Член на AB6IX      |
| Лай Куанлин  | 라이관린 (賴冠霖) | 23 септември 2001 г. | Суб-рапър, макне (най-млад)                             | Cube Entertainment            | 7                | Соло певец, актьор |

## Дискография

### Студийни албуми
- 1¹¹=1 (Power of Destiny) (2018 г.)

### Мини албуми (EP)
- 1X1=1 (To Be One) (2017.)
- 0+1=1 (I Promise You) (2018 г.)
- 1÷x=1 (Undivided) (2018 г.)

## Филмография

### Телевизия
- Produce 101 Season 2 (Mnet, 2017 г.)
- Wanna One Go (Mnet, 2017 г.)[17][18]
- Wanna City (SBS Mobidic, 2017 г.)[19][20]
- Wanna One Go Season 2: Zero Base (Mnet, 2017 г.)[21][22]
- Wanna One Go in Jeju
- Wanna One Go Season 3: X-CON (Mnet, 2018 г.)[23]
- Wanna Travel (Olleh TV, 2018 г.)
- Wanna Travel Season 2 (Olleh TV, 2018 г.)

## Турнета

### Промоционални турнета
- Wanna One World Tour – One: The World[24]

### Концерти
- „Wanna One Final Concert – „Therefore““